# Eunica habanae
Eunica habanae är en fjärilsart som beskrevs av Adalbert Seitz 1915. Eunica habanae ingår i släktet Eunica och familjen praktfjärilar. Inga underarter finns listade i Catalogue of Life.